# Phoroncidia ryukyuensis
Phoroncidia ryukyuensis là một loài nhện trong họ Theridiidae.
Loài này thuộc chi Phoroncidia. Phoroncidia ryukyuensis được Hajime Yoshida miêu tả năm 1979.

## Hình ảnh

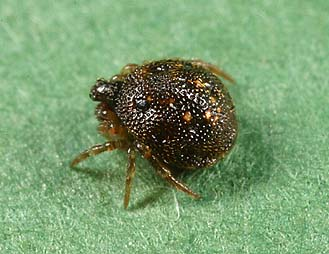